# Landschaftsschutzgebiet Kleibusch (Leopoldshöhe)
Das Landschaftsschutzgebiet Kleibusch mit etwa 1,2 ha Flächengröße liegt südlich von Leopoldshöhe. Es wurde 2001 mit dem Landschaftsplan Nr. 2 Leopoldshöhe/Oerlinghausen-Nord durch den Kreistag des Kreises Lippe als Landschaftsschutzgebiet (LSG) ausgewiesen.

## Beschreibung
Das LSG umfasst ein Feldgehölz mit Eichen und Hainbuchen. Das Feldgehölz liegt südlich der Bebauung von Leopoldshöhe. Neben landwirtschaftlichen Flächen grenzt südlich direkt ein Wohnhaus an.
Der Landschaftsplan Nr. 2 Leopoldshöhe/Oerlinghausen-Nord führt zum Landschaftsschutzgebiet aus: „Dem Gebiet kommt in der umgebenden überwiegend intensiv landwirtschaftlich genutzten Landschaft eine besondere Bedeutung als Trittsteinbiotop zu.“

## Schutzzwecke für das LSG
Laut Landschaftsplan erfolgte die Ausweisung des LSG
- „zur Erhaltung und Wiederherstellung der Leistungsfähigkeit des Naturhaushaltes mit seinen vielfältigen Funktionen Wasserschutz, Klimaschutz, Bodenschutz, Biotop- und Artenschutz in einem durch Siedlungsbereiche, Streubebauung und Verkehr stark beanspruchten und z.T. beeinträchtigten Raum,“
- „zur Erhaltung der Nutzungsfähigkeit der Naturgüter,“
- „zur Erhaltung und Entwicklung des für den Planungsraum typischen Landschaftsbildes mit seinen prägenden Tälern, naturnahen Waldbeständen, geomorphologischen Ausprägungen und gliedernden und belebenden Elementen,“
- „zur Erhaltung und Sicherung der besonderen Bedeutung des Planungsraumes für die Erholung.“[1]

## Rechtliche Vorschriften
Im Landschaftsschutzgebiet ist unter anderem das Errichten von Bauten und Fischteichen verboten. Grün- und Brachland darf nicht in eine andere Nutzungsart umgewandelt oder umgebrochen werden.